# Trinity College (Dublino)
Il Trinity College (in inglese) o Coláiste na Tríonóide (in irlandese) di Dublino è un istituto d'istruzione, tra i più antichi d'Irlanda. L'istituzione, il cui nome ufficiale per esteso è College of the Holy and Undivided Trinity of Queen Elizabeth near Dublin (lett. "Università della Santa e Indivisa Trinità della regina Elisabetta vicino a Dublino"), nasce ufficialmente nel 1592 con la fondazione ad opera di Elisabetta I. Il Trinity College si dichiara un ente separato dall'Università di Dublino, ma essendone l'unico organismo, le due istituzioni vengono considerate come un corpus unicum.
Il college si trova al centro di Dublino, in College Green, di fronte a una filiale della Bank of Ireland, un tempo palazzo del Parlamento irlandese. L'università si estende su un'area di 220.000 m², includendo il complesso principale del college e il Trinity Technology and Enterprise Campus.
La biblioteca al suo interno comprende circa duecentomila testi e un'importante collezione di antichi manoscritti, fra cui il famoso Libro di Kells. Inizialmente fu un college riservato ai protestanti, ma i cattolici furono ammessi a partire dal 1793; le donne, invece, soltanto a partire dal 1904. Tra gli ex studenti del Trinity College ci sono Samuel Beckett, Oscar Wilde, Edmund Burke e Oliver Goldsmith; le statue degli ultimi due si trovano all'esterno dell'ingresso.

## Il College e l'Università

Lo stemma dell'Università di Dublino

Il Trinity College e l'Università di Dublino hanno un legame stretto e complesso e, nonostante da molte parti si precisi che c'è una netta distinzione tra le due istituzioni, tuttavia essi vengono considerati come un corpus unicum. Tale considerazione è stata espressa sia dalla High Court of Justice of Ireland nel 1888 sia, in tempi più recenti, nel senato irlandese dal senatore David Norris nell'aprile del 2000, essendo egli stesso un rappresentante dell'università nel senato.
Sebbene nella carta della fondazione del college, nel 1592, non vi sia alcun riferimento a un'entità distinta dal Trinity College, la struttura dell'università si rifà al modello confederato già in uso presso l'Università di Oxford e l'Università di Cambridge, dove un'amministrazione centrale (l'università) delega alcune funzioni a diversi college. L'anomalia rappresentata dal Trinity College è dovuta al fatto che questo è l'unico college dell'università, per cui tutti i membri dell'università sono anche membri del Trinity College e viceversa. Attualmente Università e College mantengono organi esecutivi e bilanci separati e le varie competenze sono definite nello statuto congiunto.

## Fama
Il Trinity College ha collezionato numerosi risultati, tra i quali l'invenzione del codice di catalogazione di libri ISBN e l'assegnazione della prima laurea in Europa in lingue moderne.
Secondo le classifiche internazionali, il Trinity College Dublin è la migliore università irlandese e una delle più importanti in Europa. Nel 2012 è stata considerata la 67ª migliore università al mondo.

## Storia

### Origini
La prima Università venne creata a Dublino nel 1311 per volontà del papato romano ed aveva il suo Cancellierato, i suoi lettori e gli studenti godevano della protezione della corona inglese, ma durante il periodo della Riforma protestante questa istituzione iniziò una improvvisa decadenza.
Successivamente, mentre la dinastia Tudor finiva di espandere il suo dominio sull'Irlanda, nel 1592 un ristretto gruppo di cittadini dublinesi ottennero per mezzo di un permesso rilasciato dalla stessa Elisabetta I, la facoltà di costituire il Trinity College e di costruirne il complesso sulle rovine del precedente monastero di All Hallows, a circa un miglio a sud est delle mura cittadine, territorio donato dalla Corporazione di Dublino. Il primo Prevosto della neonata istituzione collegiale fu l'allora Arcivescovo di Dublino, Adam Loftus, e l'ingresso al college era allora riservato ai soli protestanti.
Nei successivi cinquant'anni la piccola comunità del College crebbe sia per numero che per possedimenti, acquisendo nuovi terreni e soprattutto iniziando ad acquistare i volumi che compongono l'immensa biblioteca tuttora esistente. L'iniziale concessione reale che aveva permesso la fondazione del College venne negli anni emendata più volte da diversi sovrani, quali Giacomo I nel 1613 e soprattutto Carlo I.
Gli anni immediatamente successivi sono stati particolarmente agitati per l'Irlanda, attraversata da due guerre civili, per il college. Nel 1641 il rettore fugge in esilio; due anni dopo alcuni membri sono espulsi dalle autorità del Commonwealth, e nel 1689 l'università viene evacuata e trasformata in una caserma dai soldati di Giacomo II d'Inghilterra.

### Espansione (1700-1831)

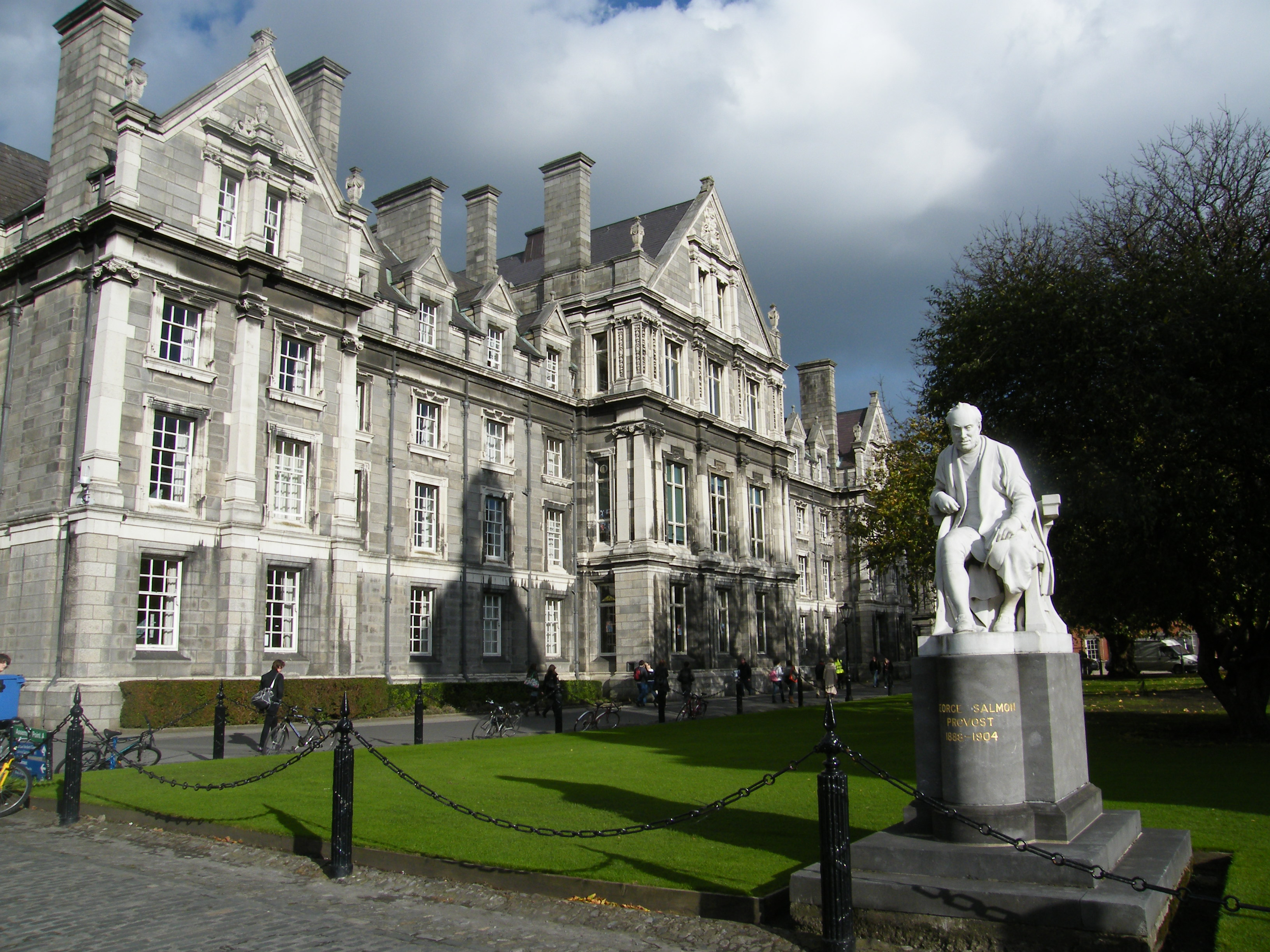
Scorcio della Parliament Square

Il XVIII secolo fu, per la gran parte, un'era di pace per l'Irlanda, e l'università condivise questa realtà, sebbene all'inizio del periodo qualche giacobita ed alla sua fine un gruppo molto piccolo di politici radicali disturbò seriamente le autorità dell'Università. Durante questo secolo l'Università subì l'ascesa del movimento protestante. Il Parlamento, situato dall'altro lato del cortile dell'Università, fu molto ben disposto verso l'istituzione e fu prodigo di fondi e concessioni. Il primo edificio dell'età nuova fu la Biblioteca, la cui costruzione ebbe inizio nel 1712; seguì poi la tipografia ed il refettorio. Nel corso della seconda metà del secolo andò lentamente delineandosi la Piazza del Parlamento. Il complesso venne completato nei primi anni del XIX secolo con l'Orto botanico.

### Sviluppo accademico (1831–1918)
Il XIX secolo fu un periodo di grandi sviluppi nell'ambito dell'insegnamento. Il college espande la sua offerta educativa e la sua importanza inaugurando nuovi corsi o ristrutturando discipline preesistenti. Tra le innovazioni principali vi è l'adozione del moderno sistema universitario attualmente in uso nel Regno Unito e Irlanda, mentre vengono riorganizzati i corsi di giurisprudenza, teologia e medicina. La facoltà di ingegneria nacque nel 1842 e fu una delle prime ad essere istituita nelle isole britanniche; la regina Vittoria istituì la facoltà di lettere nel 1857. Come segno tangibile dello sviluppo in corso, tra il 1830 e il 1900 vengono istituite 30 nuove cattedre.
Questa espansione viene accompagnata da un ingrandimento delle strutture del campus, con la costruzione del Museo sulla piazza principale, e di nuovi edifici nella zona est destinati alle scienze naturali e alla medicina.
Nel 1904, le donne vengono ammesse nel College, precedentemente riservato agli uomini, e nel 1908 viene eretta la prima residenza per donne. Si dovrà tuttavia attendere il 1934 per vedere la prima donna assegnataria di una cattedra.

### Periodo moderno
Con l'indipendenza dell'Irlanda dal Regno Unito, l'università guadagna l'indipendenza dal governo inglese ma perde allo stesso tempo tutti i finanziamenti. È solo nel 1947 che il Trinity riesce a farsi riconoscere un finanziamento fisso annuale dallo Stato irlandese, che ammonta attualmente al 53% dei finanziamenti.
Tra il 1900 e il 1999 ben 94 nuove cattedre vengono istituite. Nel 1969 diverse scuole e dipartimenti vennero riorganizzati in facoltà: Arti (umanistiche e letterarie); Commercio, Economia e studi sociali; Ingegneria e scienze; Scienze mediche; Scienze.
Nel 2000 venne intrapresa una riforma globale dell'ateneo con l'intento di trasformare le sei facoltà in tre. Dopo cinque anni di dibattiti, si decise di creare cinque facoltà e due "super schools". Nel 2009 viene abbandonato il calendario accademico basato su tre trimestri, ispirato dal modello di Oxford, a favore di una suddivisione in due semestri.

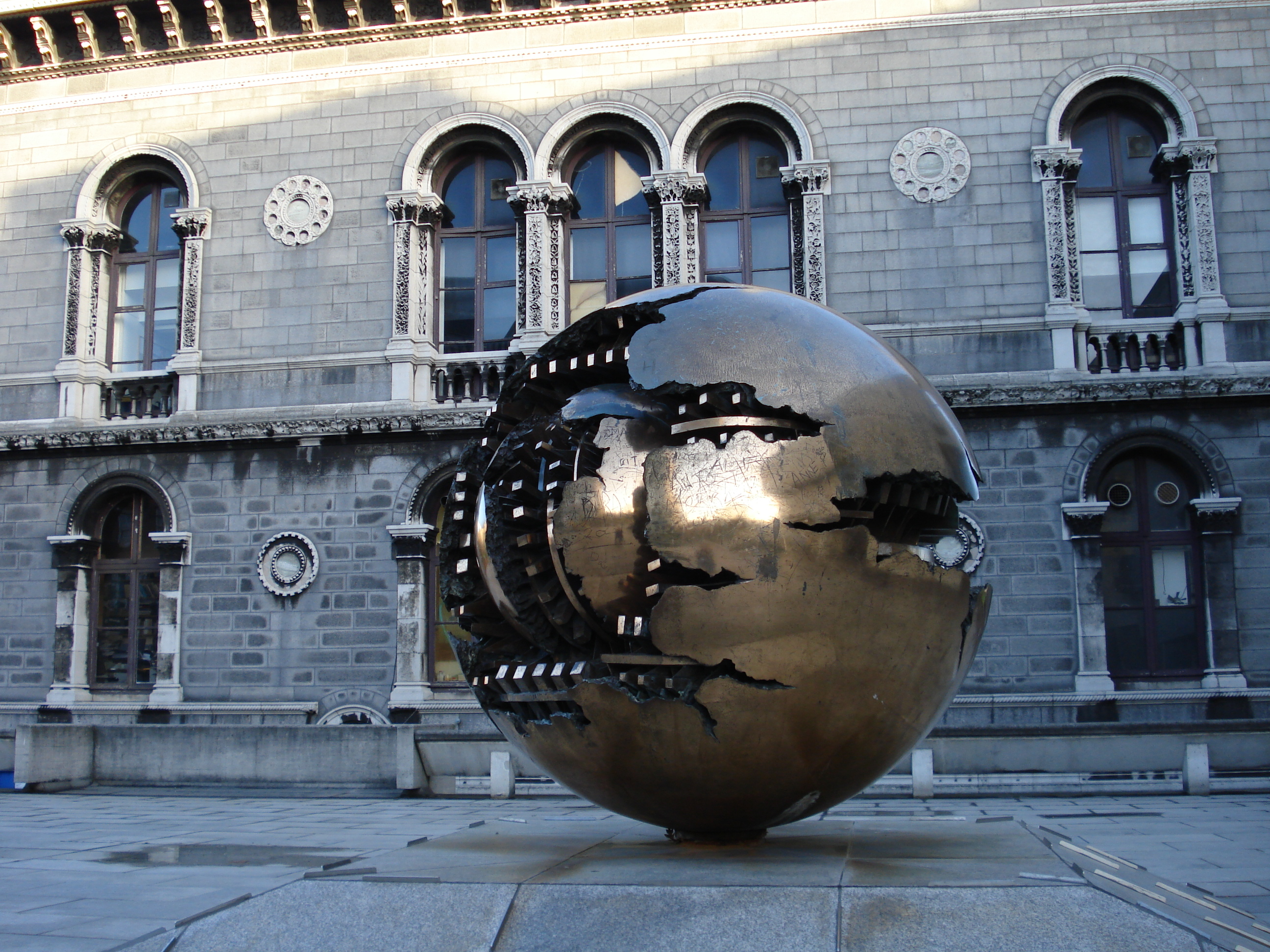
Scultura di Arnaldo Pomodoro di fronte alla biblioteca Berkeley
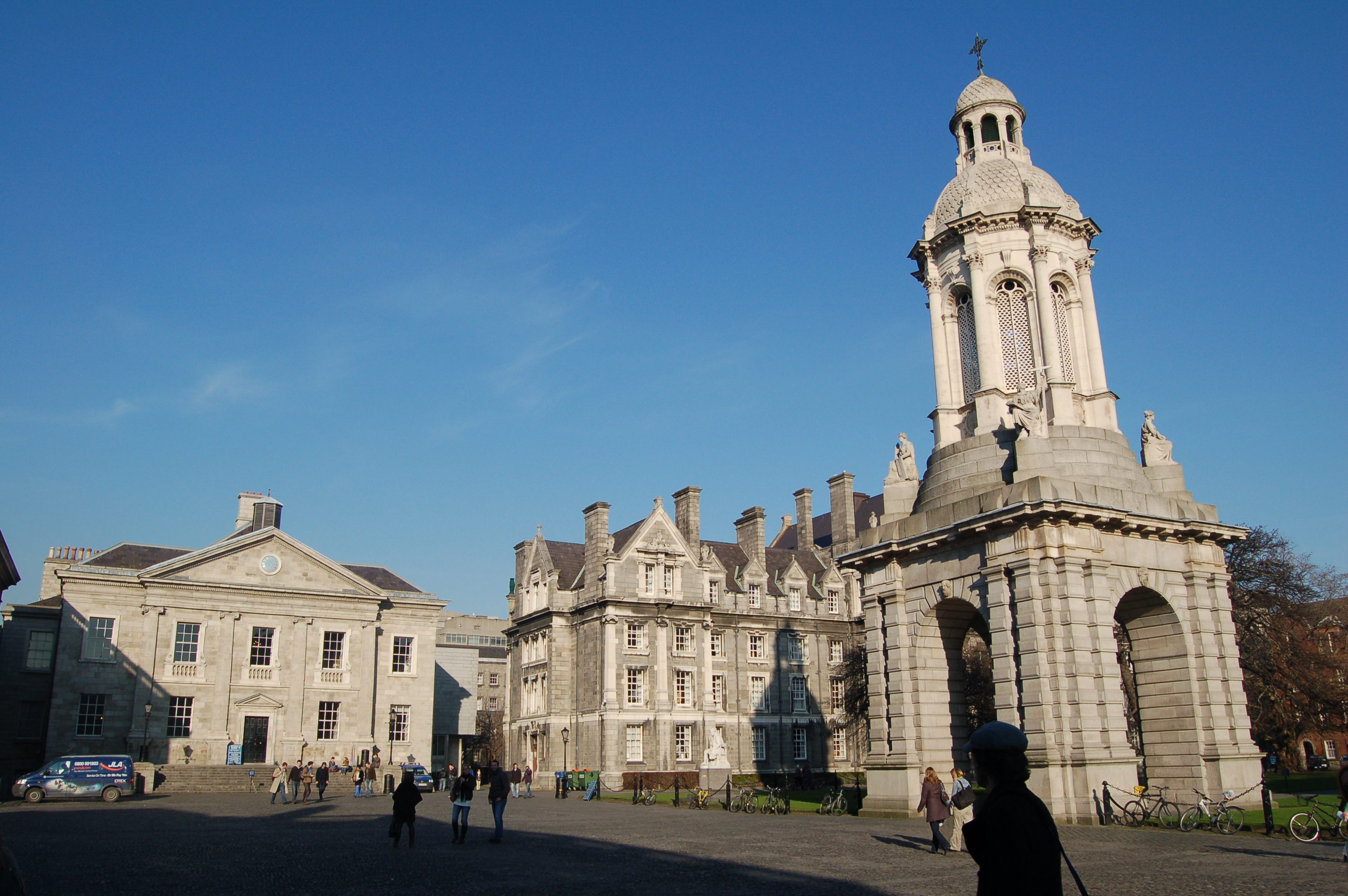
Il campanile nella Parliament Square
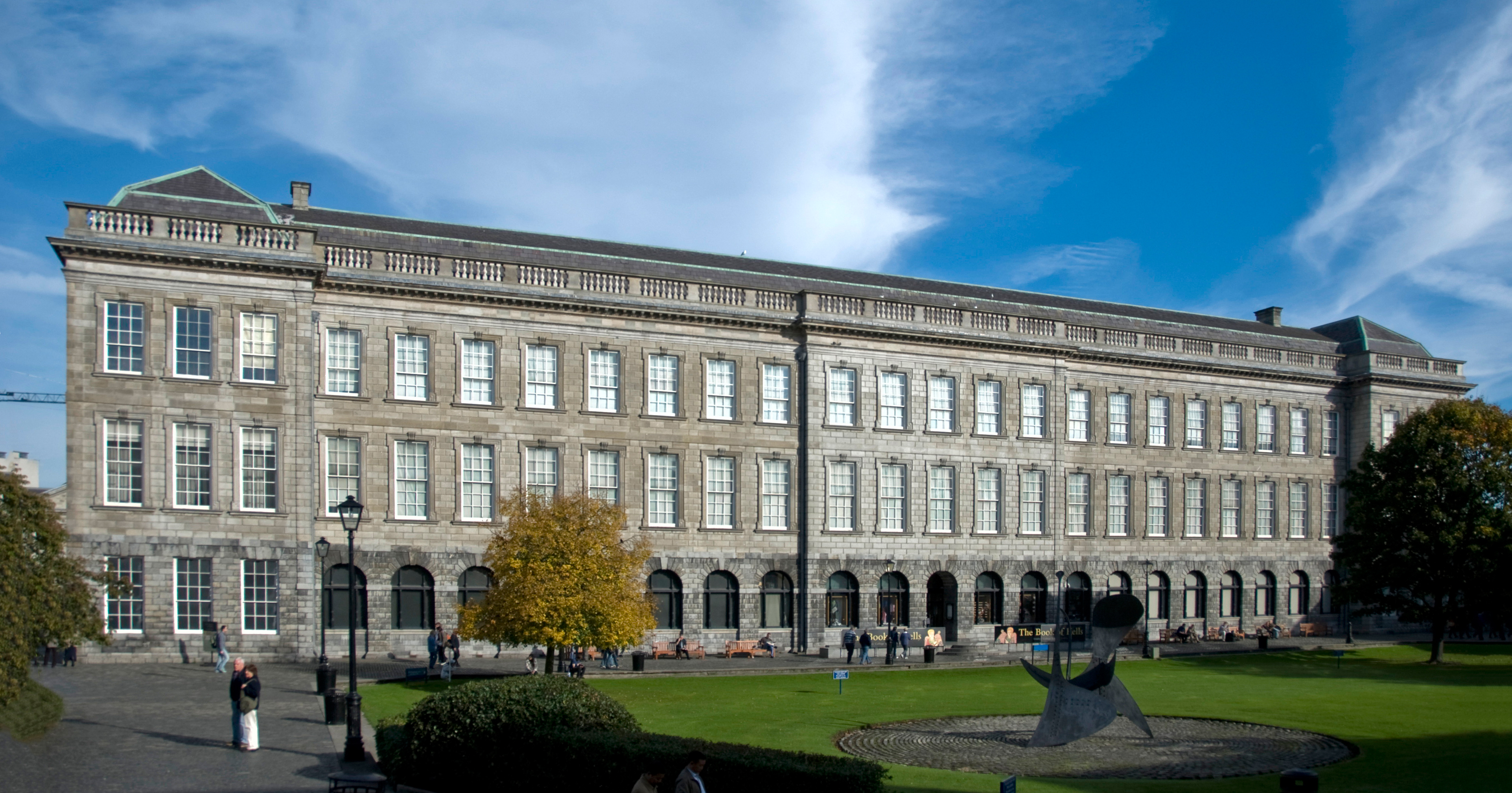
La Long Room che ospita la biblioteca storica

## Sport
La squadra di football americano del college è arrivata una volta in finale allo Shamrock Bowl.